# Корш, Евгений Валентинович
Евге́ний Валенти́нович Корш (25 октября 1851 (6 ноября 1851), Москва — 1913, Санкт-Петербург) — русский юрист и адвокат, присяжный поверенный, публицист. В 1877—1878 годах — издатель газеты «Северный вестник». Участник «Сибирской газеты» и «Сибирского вестника». 

## Биография
Родился в Москве в семье журналиста и историка литературы Валентина Фёдоровича Корша (1828—1883) и его первой жены  Елизаветы Петровны Корш, урождённой Ларме (1824—1864). 
Евгений поступил в Третью Московскую гимназию, когда директором там был В. П. Грифцов. После переезда в Санкт-Петербург учился и в 1868 году окончил Ларинскую гимназию, а в 1872 году — юридический факультет Петербургского университета). Еще студентом сотрудничал с рядом изданий.
После окончания университета работал присяжным поверенным в Петербурге. Вёл гражданские и уголовные дела, в частности, вёл гражданские дела Николая Достоевского — брата писателя Фёдора Достоевского.
Корш выступал защитником на громких политических процессах, в том числе на так называемых «процессе пятидесяти» (1877) и «процессе ста девяноста трёх» (1877—1878).
В 1877—1878 годах был издателем либерально-демократической газеты «Северный вестник», закрытой по высочайшему повелению.
Весной 1878 года способствовал укрывательству и эмиграции террористки Веры Засулич, которая в январе того же года пыталась совершить убийство петербургского градоначальника Фёдора Трепова, была оправдана судом присяжных, но сразу же после суда должна была подвергнуться новому аресту.
В 1879 году на квартире Евгения Корша проходили собрания центра общества «Земля и воля». На имя Корша землевольцы открыли текущий счёт в банке для революционных расходов. В феврале—апреле 1879 года у Евгения Корша под видом его помощника жил один из лидеров «Земли и воли» и «Народной воли» Николай Морозов.
В августе 1880 года Евгений Корш был осуждён Петербургским окружным судом по уголовному обвинению за растрату денег, доверенных ему как адвокату клиентами. Был сослан в Западную Сибирь, жил в Томске. Здесь сблизился с другими ссыльными, в том числе Александром Кропоткиным (братом Петра Кропоткина, теоретика русского анархизма).
В ссылке сотрудничал с «Сибирской газетой». Позже организовал газету «Сибирский вестник». По заданию томских властей составил и издал «Памятную книжку Томской губернии за 1883 год».
В мае 1888 года Евгений Корш получил помилование и разрешение работать на государственных должностях. С сентября по декабрь был секретарем правления Томского университета.
В 1889 году Корш занял должность правителя дел на Уральской железной дороге. В дальнейшем около двадцати лет работал юрисконсультом на различных магистралях. В 1910 году вышла книга воспоминаний Евгения Корша «Двадцать лет на железных дорогах».
Умер в Санкт-Петербурге в 1913 году.

## Семья
- Жена — Надежда Алексеевна Корш, урождённая Бутац[6].
  - Дочь — Наталия Евгеньевна в замужестве Дукельская, первая жена Марка Петровича Дукельского[6].
  - Дочь — Софья Евгеньевна Корш[6]
  - Дочь — Надежда Евгеньевна в замужестве Бобина[7]
  - Дочь — Ольга Евгеньевна Корш[7]
  - Дочь — Вера Евгеньевна в замужестве Самойлова[7]
  - И ещё 3 детей[6].

## Сочинения
- «Двадцать лет на железных дорогах: 1889—1908. Воспоминания о железнодорожной службе» — СПб: Типография А. С. Суворина, 1910.